# Aeroporto LaGuardia
L'Aeroporto Fiorello LaGuardia (codici aeroportuali LGA, KLGA, LGA) (inglese: LaGuardia Airport, pronuncia inglese /ləˈɡwɑrdiə/) è uno dei tre maggiori aeroporti della città di New York e si trova nella contea di Queens. Esso è ubicato lungo la costa che fronteggia la Flushing Bay e la Bowery Bay. In origine venne denominato Glenn H. Curtiss Airport dedicato al pioniere dell'aviazione Glenn Curtiss per essere poi denominato North Beach Airport, ed infine dedicato a Fiorello La Guardia, ex sindaco di New York che fece costruire l'attuale struttura. Nel 1960, venne votato come il "più grande aeroporto del mondo" dalla comunità mondiale aeronautica. "LaGuardia Airport" è il nome ufficiale dell'aeroporto secondo la Port Authority of New York and New Jersey, che gestisce lo scalo.
LaGuardia, noto per la sua posizione centrale, è il più piccolo dei tre principali aeroporti commerciali dell'area metropolitana di New York e il più vicino a Manhattan; gli altri due, maggiori in dimensioni, sono l'Aeroporto internazionale John F. Kennedy, sito nella zona sud di Queens, e l'Aeroporto di Newark-Liberty, sito a Newark. Nonostante la dimensione relativamente modesta dello scalo, esso è accessibile ad aeroplani di grandi dimensioni.
La maggior parte dei voli operati sull'aeroporto sono dei voli interni degli Stati Uniti e del Canada.

## Storia

### Costruzione

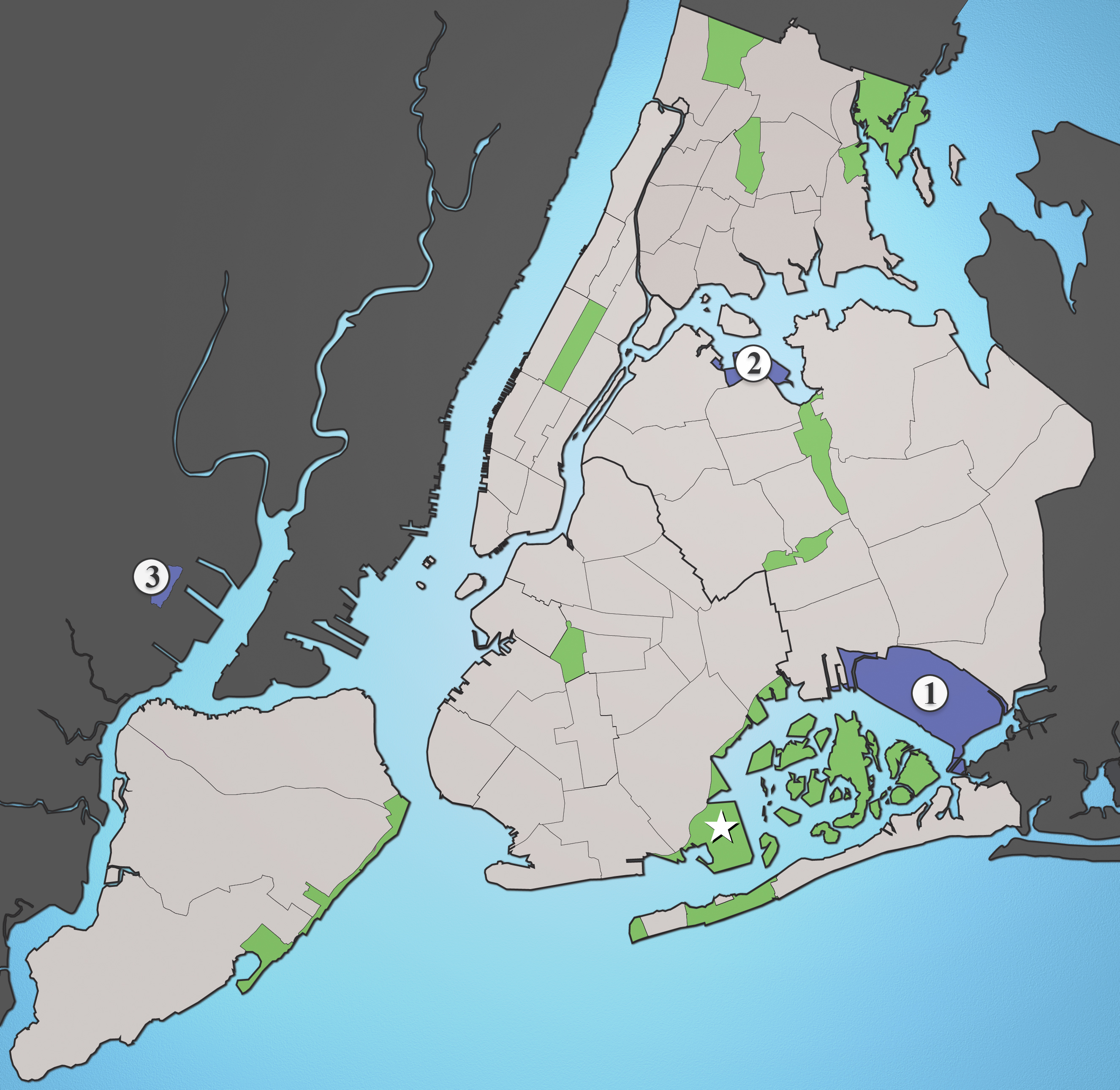
I tre maggiori aeroporti che servono New York:
1) JFK International (JFK)
2) Aeroporto Fiorello LaGuardia (LGA)
3) Newark Liberty International (EWR)
☆ Floyd Bennett Field (1931–72)

L'attuale sito era un tempo occupato dal Gala Amusement Park, di proprietà della famiglia Steinway. Nel 1929 venne trasformato in un aeroporto privato.
L'idea di trasformarlo in un aeroporto commerciale fu dell'ex sindaco di New York Fiorello La Guardia (sindaco dal 1934 al 1945) in occasione di un suo volo con un aereo della TWA atterrato a Newark — l'unico aeroporto per voli commerciali aperto a quel tempo nell'area di "New York". Egli chiese allora di essere portato a New York, al Floyd Bennett Field di Brooklyn, dando così il via a una conferenza stampa con i giornalisti presenti. Egli disse che era urgente che gli abitanti di New York avessero un nuovo aeroporto nel territorio della loro città.
La American Airlines accettò l'offerta del sindaco e programmò una serie di voli da e per il Floyd Bennett, anche se il tentativo fallì dopo pochi mesi a causa della ubicazione dell'aeroporto relativamente vicino a Manhattan. La Guardia decise allora di far scortare dalla polizia le limousine che collegavano l'aeroporto, nel tentativo di convincere l'American Airlines a mantenere i collegamenti.
Durante questa sperimentazione, La Guardia e i dirigenti dell'American studiarono un piano alternativo che prevedeva la costruzione di un nuovo aeroporto a Queens, che potesse facilmente avvalersi del nuovo Queens-Midtown Tunnel che collegava a Manhattan. L'esistente North Beach Airport era il luogo più adatto, ma troppo piccolo per l'aeroporto che doveva essere realizzato. La costruzione iniziò nel 1937.
L'aeroporto venne subito considerato come l'aeroporto ufficiale della città di New York e venne aperto al traffico il 2 dicembre 1939. La sua costruzione costò alle casse della città di New York la somma di 23 milioni di dollari. Non tutti furono entusiasti del progetto come il sindaco La Guardia, ma i cittadini furono affascinati dall'idea del volo e in migliaia si recarono all'aeroporto e pagarono un biglietto per veder atterrare e decollare gli aeroplani. Due anni dopo, questi biglietti e i parcheggi associati diedero un guadagno di 285.000 dollari l'anno e le altre attività non legate ai voli (vendita di cibo e bevande) fruttarono altri 650.000 dollari. L'aeroporto si rivelò presto un ottimo affare.
L'aeroporto subì continui miglioramenti e divenne presto base delle più grandi compagnie aeree del tempo.

### Operatività oggi
LaGuardia Airport è oggi uno dei più trafficati aeroporti degli Stati Uniti. Nel 2008, ha ospitato 176.373 voli in partenza. Nel 2009, 26 compagnie aeree volano da e per il suo scalo. Fra le maggiori: American Airlines (19,76%), Delta (16,21%), US Airways (8,88%), United (7,05%), Northwest (6,86%). Altre compagnie che hanno diversi voli sullo scalo sono Air Tran, Continental, Frontier and Spirit.
| Classifica | Città             | Passeggeri | Compagnia leader                           |
| ---------- | ----------------- | ---------- | ------------------------------------------ |
| 1          | Atlanta           | 1.071.000  | Air Tran, Delta                            |
| 2          | Chicago           | 1.047.000  | American, United                           |
| 3          | Fort Lauderdale   | 668.000    | Northwest, JetBlue, Spirit                 |
| 4          | Dallas-Fort Worth | 559.000    | American                                   |
| 5          | Miami             | 541.000    | American                                   |
| 6          | Boston            | 523.000    | Delta, US Airways                          |
| 7          | Washington DC     | 489.000    | US Airways Express, Delta                  |
| 8          | Detroit           | 486.000    | Northwest Airlines, Spirit, American Eagle |
| 9          | Charlotte         | 434.000    | US Airways                                 |
| 10         | Denver            | 369.000    | Frontier Airlines, United                  |